# 波薩達-新米西卡

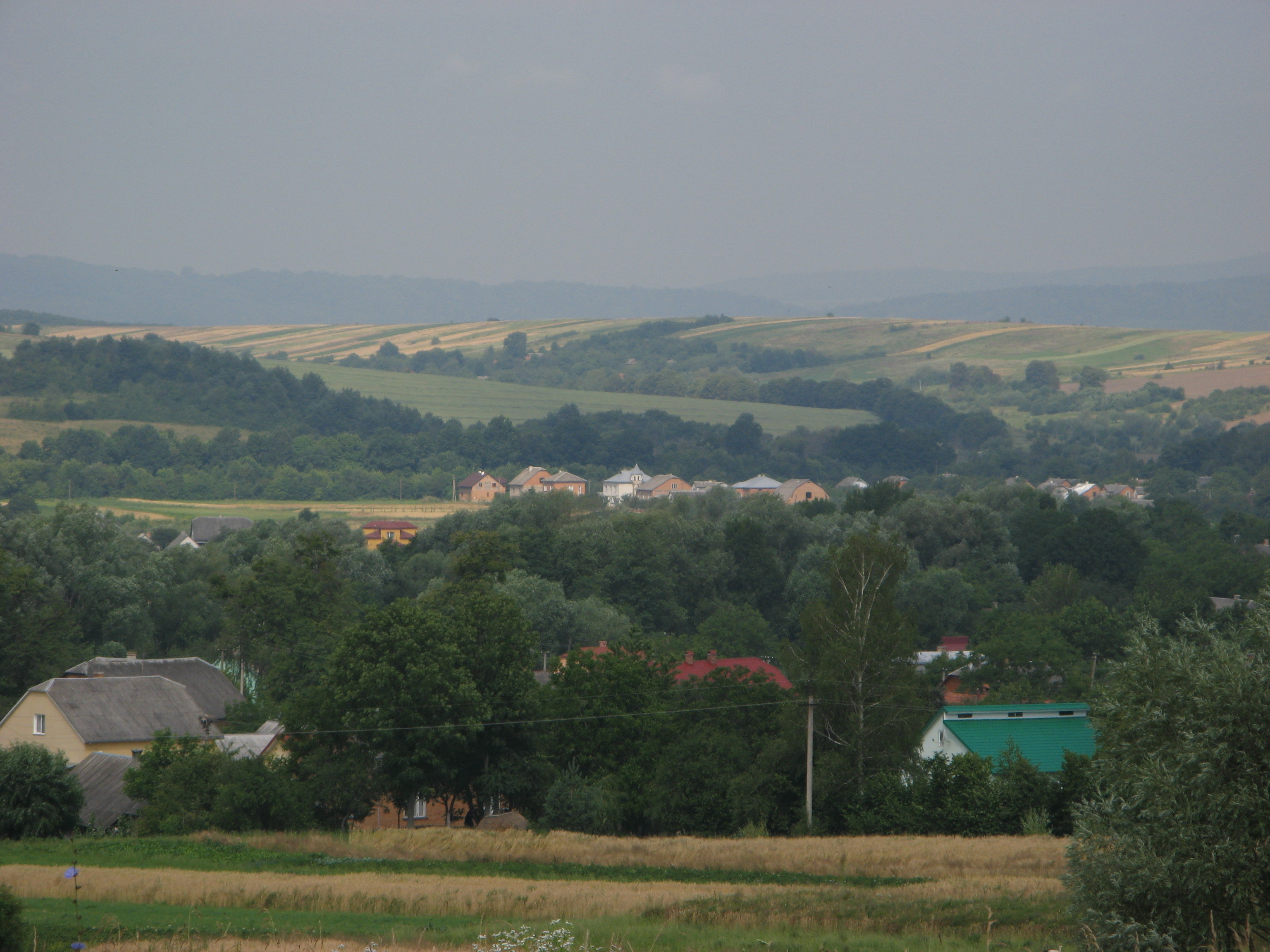

波薩達-新米西卡（烏克蘭語：Посада-Новоміська），是烏克蘭西部的村莊，隸屬利維夫州的桑比爾區。該村始建於1406年，面積1.83平方公里，海拔高度284米，2001年人口為602人，人口密度每平方公里328.96人。
49°36′4″N 22°52′24″E / 49.60111°N 22.87333°E